# Меланостигма "Метеора"
Меланостигма "Метеора", или тёмноголовая меланостигма (лат. Melanostigma meteori) — вид морских лучёпёрых рыб рода меланостигм из семейства бельдюговых.

## Ареал
Все известные образцы были выловлены на юго-востоке Атлантического океана (в районе банки Метеор, 48° ю.ш.) с глубин 950–1000 м (голотип) и 960–970 м (паратипы). Потенциально относившиеся к M. meteori образцы, собранные в 1976 году возле Китового хребта, позднее были выделены в отдельный вид талассных меланостигм. 
Возможно, особи тёмноголовых меланостигм были выловлены у расположенной севернее (на 41-42° ю.ш.) банки Дискавери в 1985 году, на что указывает сходство состава фаун указанного и типового местонахождения (из 59 видов банки Метеор 52 встречены на Дискавери). 

## История изучения
Вид был описан А. В. Балушкиным и М. В. Орловской в 2019 году по пяти образцам (голотип и паратипы), собранным в 1981 году в южной Атлантике во время экспедиции АтлантНИРО на судне "Эврика" и хранящимся в фондах ЗИН РАН. До момента описания нового таксона образцы были определены А. П. Андрияшевым как относящиеся к уже описанному виду Melanostigma gelatinosum (в таком определении вошли в ряд обзорных публикаций).
Видовое название дано в честь банки Метеор, близ которой осуществлялся вылов образцов, названной в свою очередь в честь одноимённого судна, с борта которого в период с 1925 по 1927 гг. велись океанографические исследования Атлантики в рамках Немецкой Атлантической экспедиции (банка была открыта в 1925 году).

## Описание
Рыбы с удлинённым, высоким и утончённым телом; длина образцов находится в пределах 167-253 мм. Кожа голая, без чешуи, подвижная, полупрозрачная. Под кожей развитый желеобразный слой.
Голова небольшая, с относительно тупым рылом. Рот конечный, разрез слегка скошен, задний край доходит до вертикали зрачка. Зубы конические, подвижные, увеличиваются к передней части пасти. На предчелюстной кости зубы расположены в три-четыре ряда, по мере продвижения вглубь рта число рядов падает до одного. Кроме того, зубы зафиксированы также на сошнике (6 у голотипа) и костном нёбе (13-15 зубов у голотипа, первые — в два ряда). Ноздрей одна пара, с низкими кожными трубочками. Небольшое жаберное отверстие открывается выше грудного плавника. Жаберных лучей шесть, жаберные тычинки на них в основном с одной вершиной.
Сейсмосенсорная система головы состоит из непарной супратемпоральной коммиссуры и парных инфраорбитального, супраорбитального, темпорального и преоперкуло-мандибулярного каналов. Комиссура соединяет темпоральные каналы; инфра- и супраорбитальные каналы соединяются между собой и темпоравльными каналами без комиссур за глазами. Преоперкуло-мандибулярные каналы соединений не имеют. К каналам приурочена система пор, выходящих в разных участках головы. Боковая линия сложена из четырёх серий невромастов (предорсальной, дорсолатеральной, медиолатеральной и вентральной). Из-за разницы в сохранности образцов число различимых невромастов у известных особей сильно разнится (от 5 до более чем 36).
Число лучей в спинном плавнике варьирует от 83 до 86, в анальном — от 67 до 70, в хвостовом — от 9 до 10; в грудных плавниках всех образцов число лучей составило 8.
Количество позвонков (туловищных и хвостовых в сумме) у разных образцов отличается, находясь в диапазоне от 88 до 90. Позвонки амфицельные, с крупными невральными дугами и большими зигапофизами. При сочленении презигапофизы покрывают постзигапофизы предшествующего позвонка. Верхние рёбра начинаются с 3–4-го позвонка и заканчиваются не далее 6–9-го), нижние начинаются с 4– 5-го и заканчиваются не далее 7–8-го. Гипуральные пластинки срощены с уростилярным позвонком. Предуростилярный позвонок без верхнего остистого отростка; над ним нависает слабо окостеневшее epurale.
Тело окрашено в светло-коричневый цвет, с видимой сквозь полупрозрачную кожу тёмной срединной частью. Рыло, трубочки ноздрей и челюсти чёрные, голова сверху тёмная. Грудные плавники светлые, оканчиваются тёмным пятном. Спинной и анальный плавники сзади тёмные, хвостовой плавник чёрного цвета. Рот, дыхательная перепонка и жаберные полости также чёрные, при этом жаберные дуги тёмные, а тычинки и лепестки жабр светлые. Кожа вокруг ануса и перитонеум чёрные.